# L'Estartit

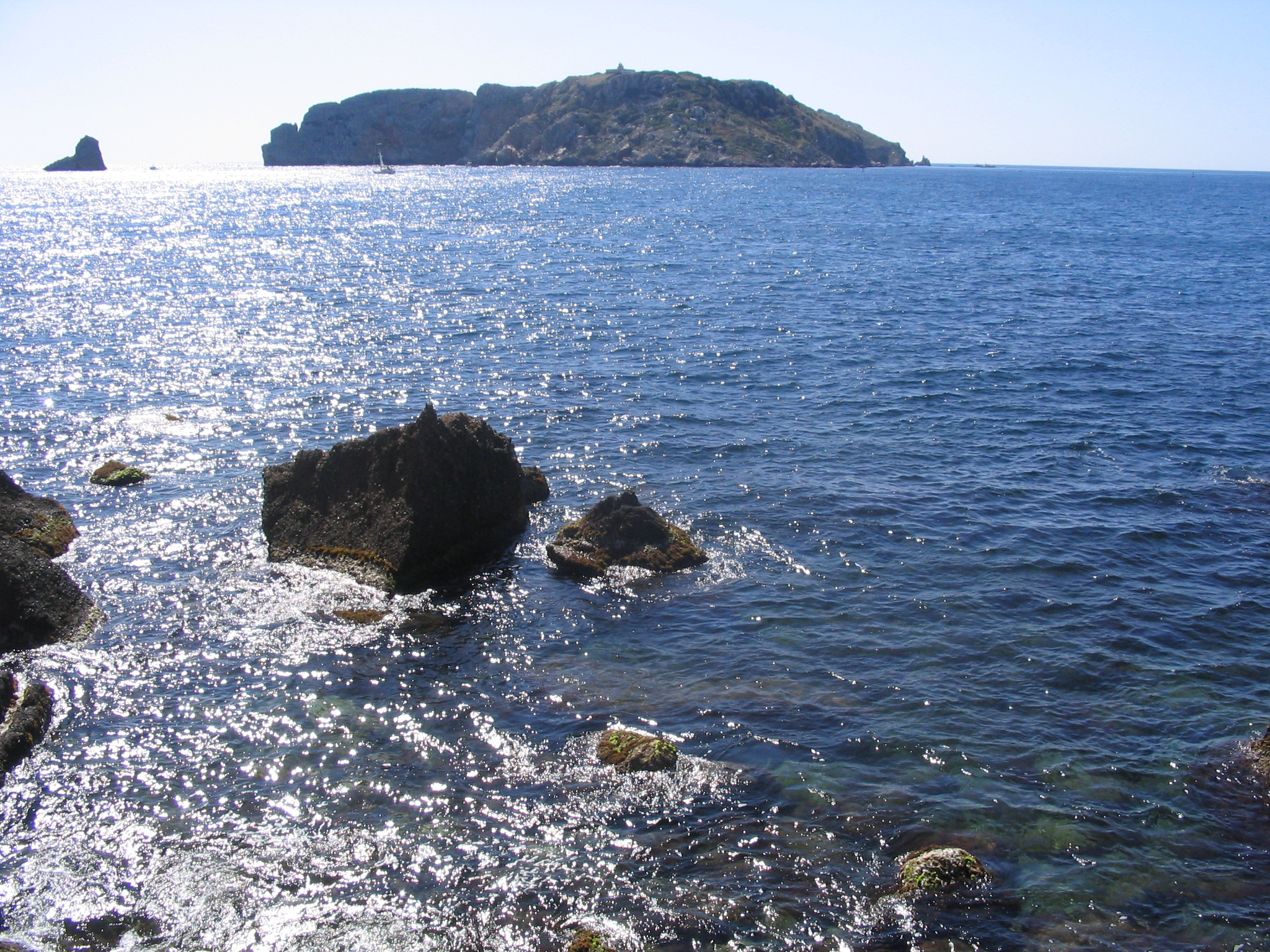
Les Illes Medes

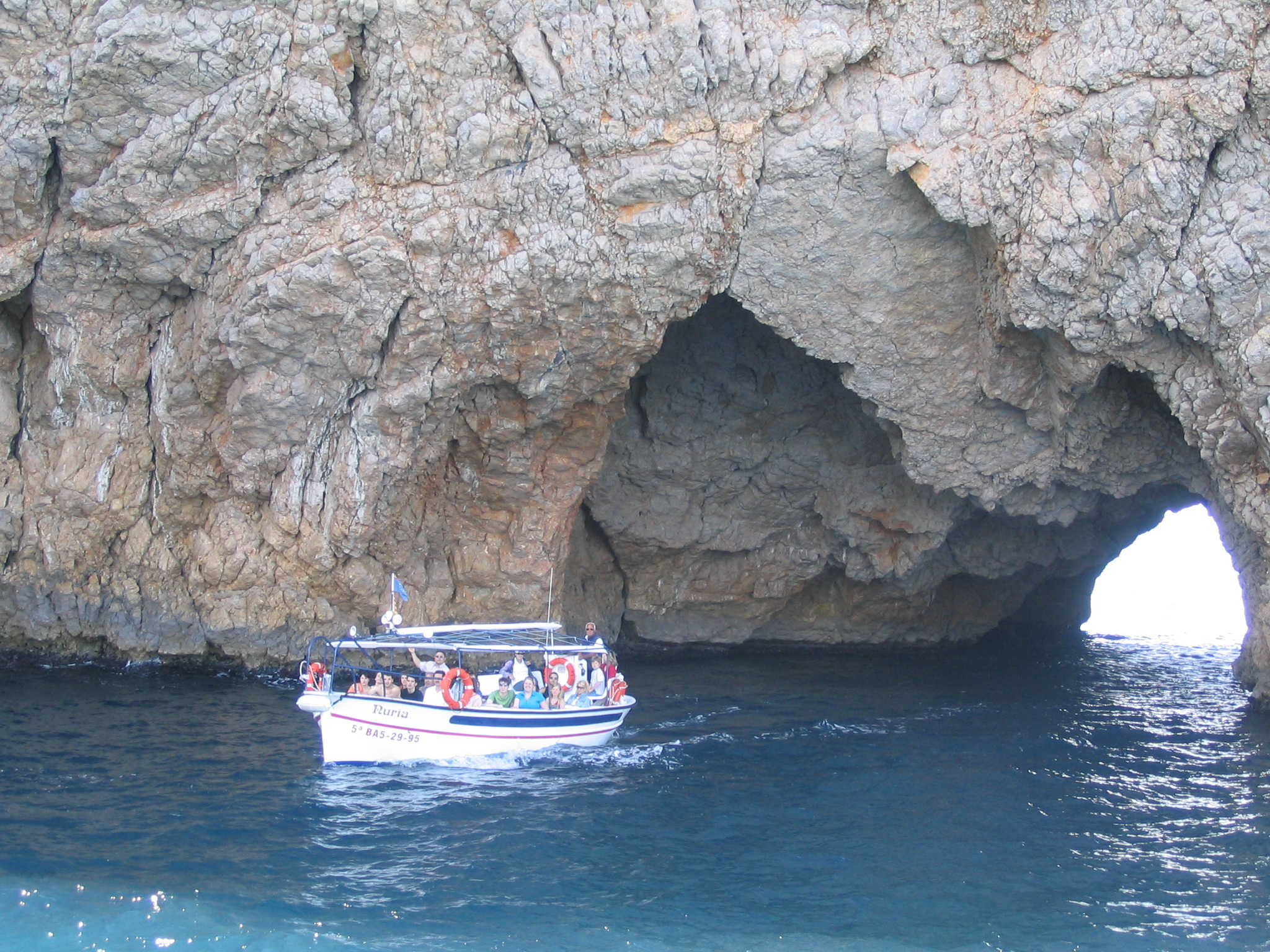
La Foradada

L'Estartit és una entitat de població costanera pertanyent administrativament del municipi de Torroella de Montgrí, constituïda en entitat municipal descentralitzada. El 2023 fregava els 3.025 habitants. Situat al sud de les darreres estivacions del massís del Montgrí és una població lligada inextricablement al mar Mediterrani. És a poc més d'un quilòmetre de l'arxipèlag de les Illes Medes, reconegut per la seva gran quantitat d'espècies de flora i fauna submarines.

## Geografia
L'Estartit és dominat geogràficament per les planures empordaneses i el darrer tram del riu Ter: els aiguamolls de la Gola i el Ter Petit a les que es deu bona part de les sorres fines que formen les platges de la badia de Pals. També destaca en aquest entorn el conjunt de masos fortificats que guarneixen l'espai entre Torroella i l'Estartit (Torre Martina, Torre Gran, Mas Ral, Torre Quintaneta, Torre Begura…), molts visibles des de la carretera a GI-645. Igualment dominant és la sobtada elevació del Massís del Montgrí amb els dos propers i distingibles cims de la Torre Moratxa i Rocamaura i al nord d'aquests l'antic mas de Torre Ponça.
El Massis del Montgrí precipita al mar formant uns 9 quilòmetres de costa alta, rocallosa i retallada, en la qual trobem diverses cales, entre elles Cala Calella, Golfet del Falaguer, Cala Pedrosa i Cala Ferriola, així com diferents coves, entre elles el túnel marí de la Roca Foradada i les Tres Coves, més properes a Cala Montgó. Les Illes Medes són una elevació dins del mar de la serralada del Massís del Montgrí i els seus fons marins constitueixen una reserva natural que forma part del Parc Natural del Montgrí, les Illes Medes i el Baix Ter. La Meda Gran és el més gran dels set illots de l'arxipèlag. Els altres són la Meda Petita, els Tascons Grans, els Tascons Petits, el Carall Bernat, el Medallot i la Pedra de Déu. Des de la carretera GI-645 també es poden observar els cims de menor alçada anomenats Tossal Gros, Tossal Mitjà, Tossal Petit i Puig de la Reina.
A l'oest de la Torre Ponça s'hi obre l'Alt de la Pedrosa, un altiplà on hi ha l'abandonada base LORAN, antiga base militar del servei de guardacostes dels Estats Units, actualment en desús.
L'àrea sud de l'Estartit conté La Pletera, un espai rural format per un conjunt de prats inundables entre la platja de l'Estartit i els camps de conreu de les Deveses. L'espai forma part del Pla d'Espais d'Interès Natural sota l'epígraf "Aiguamolls del Baix Empordà" i, a més, està inclòs a la Xarxa Natura 2000 El Montgrí - Les Medes - El Baix Ter". Abasta una superfície de fins a 16,5 hectàrees.

## Activitats econòmiques
Tot i que el port manté una modesta activitat pesquera, molts dels punts d'amarratge corresponen a embarcacions lúdiques, bé siguin de particulars o comercials. Pel que fa al poblament l'Estartit sofrí un important canvi a la segona meitat del segle xx, construint-s'hi diversos hotels i apartaments d'estiueig, com a altres parts de la Costa Brava. Molts dels comerços estan destinats a cobrir les necessitats d'aquesta "població de temporada". Són destacables també l'important desenvolupament de càmpings propers o fins i tot dins del mateix nucli de l'Estartit, per la qual cosa el tipus de turisme que allotja l'Estartit presenta un perfil més familiar que en altres punts turístics. A més, la població es considera una de les millors destinacions a nivell mundial per a la pràctica del submarinisme, fet que fa que la temporada turística s'allargui més que en altres poblacions que només ofereixen el tradicional turisme de sol i platja i no disposen d'aquest actiu turístic addicional. Tot i aquest bolcament de la població a les activitats turístiques encara es mantenen les activitats agrícoles i ramaderes.
El port del Club Nàutic Estartit disposa de 687 amarradors per embarcacions de 4 m fins a 25 m d'eslora amb connexió d'aigua i electricitat i banys amb dutxa. Les instal·lacions del Club Nàutic Estartit ocupen una superfície de 15.945 m² amb aparcament per a vehicles, grua, travelift, rampa, moll de serveis, punt de recollida de residus, club social i servei de WIFI.
L'Estartit té diverses urbanitzacions, com la d'Els Griells, i la ubicada a la zona de La Pletera.

## Història
Les primeres notícies de l'Estartit van aparèixer al segle xvii, quan ja havia disminuït l'activitat de la pirateria turca i berberesca sobre les costes catalanes i fins a mitjans del segle xx el seu desenvolupament va estar vinculat a l'activitat marítima. El seu port va permetre la sortida per mar dels productes del municipi, com el blat, l'arròs, el vi i l'aiguardent, amb destinació a grans mercats com el de Barcelona. Més recentment ha sorgit un moviment independentista per tal que l'Estartit esdevingués municipi independent, però després de llargs processos administratius i judicials no han prosperat. Malgrat tot, el sentiment pro-independència roman majoritari tant entre la població d'origen com entre els nouvinguts.

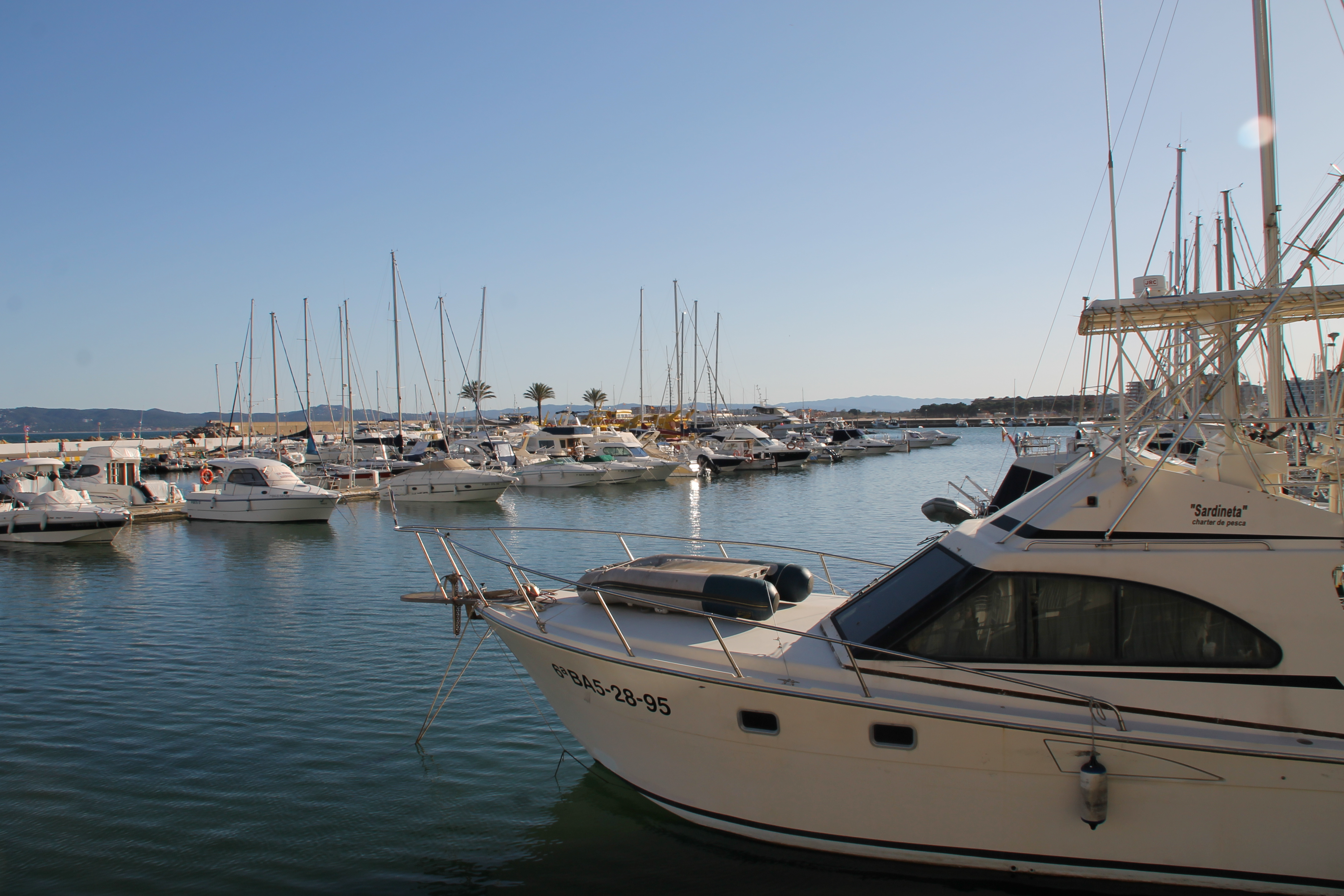
Port de l'Estartit
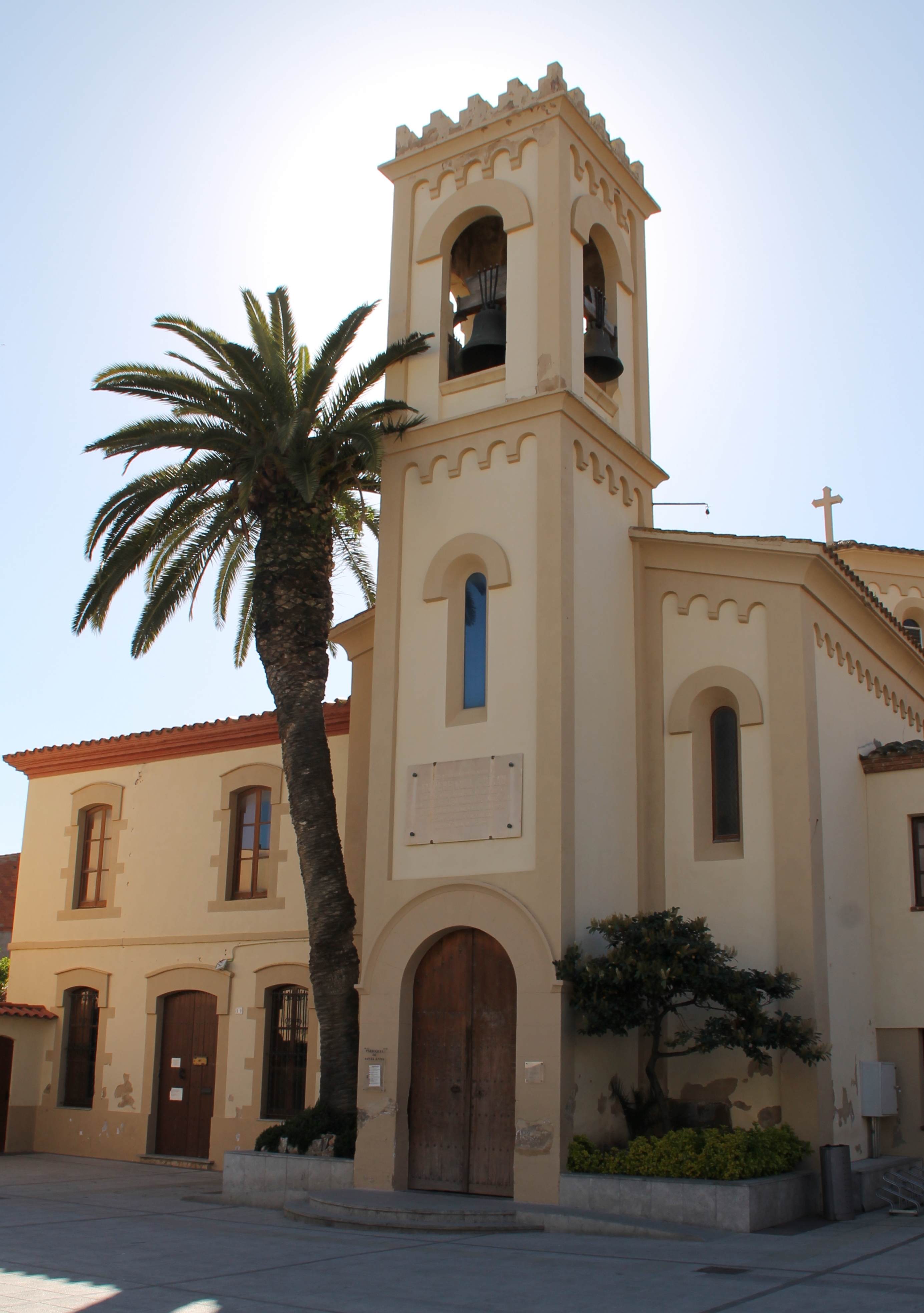
Parròquia de Santa Anna
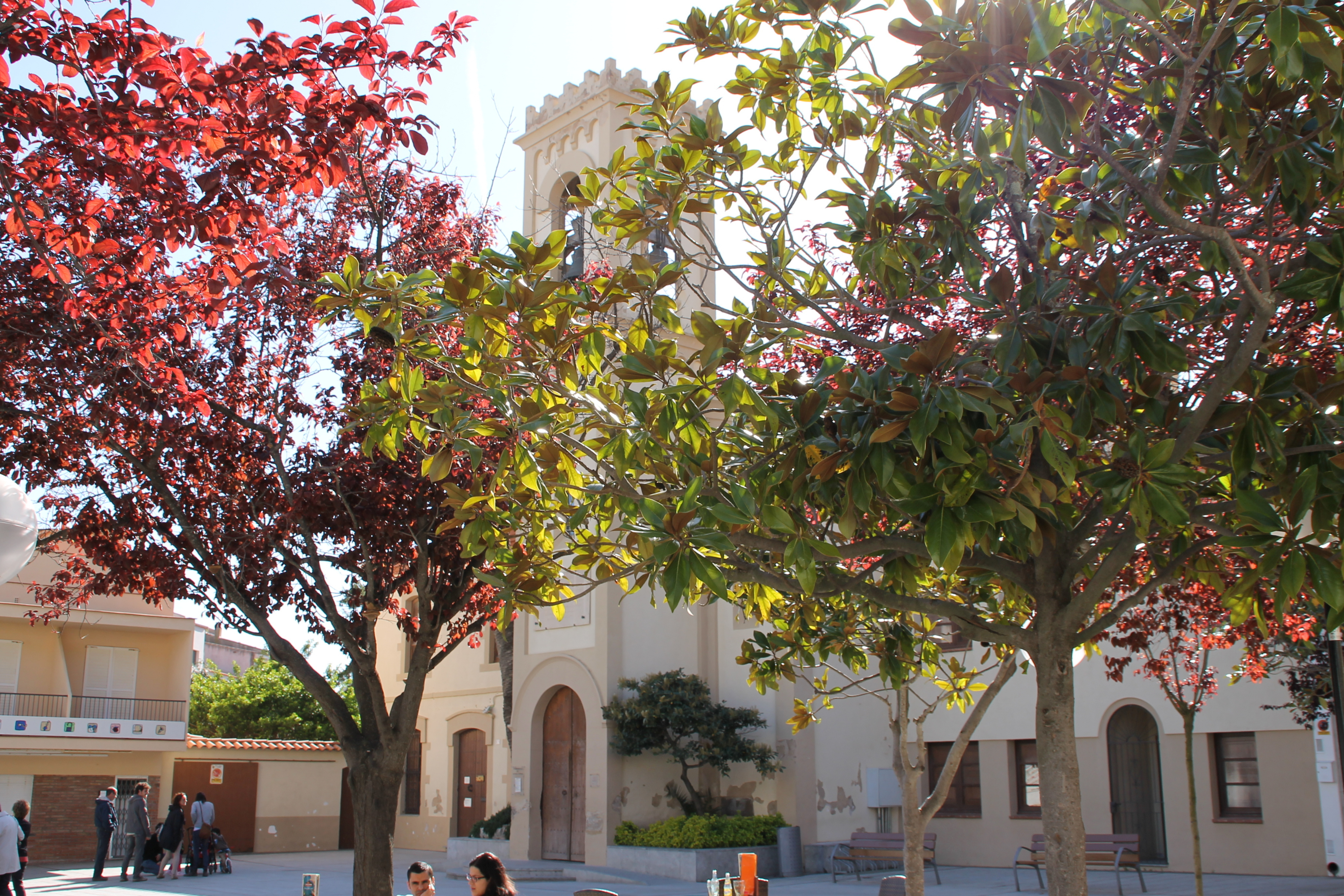
Arbres tapant l'església

## Llocs d'interès
- Casa d'estiueig Salieti: és una obra de la població situada al passeig del mar, núm 62-63. Fou un encàrrec de la família Salieti a l'arquitecte gironí, Rafael Masó l'any 1918.

## Independentisme estartidenc
Una part de la població de l'Estartit defensa la separació d'aquest nucli respecte a Torroella de Montgrí argumentant la situació geogràfica (l'Estartit està bastant separat de Torroella). També es posa d'argument el fet que l'ajuntament no hi inverteix de forma equitativa, d'acord amb allò que les estartidenques i estartidencs, amb els seus impostos, aporten a les arques municipals. Aquest sentiment d'oblit, de deixadesa per part del consistori, el reforcen alguns fets, com ara el funcionament deficient i insatisfactori d'alguns serveis municipals, com ara la neteja viària i també l'estat d'abandonament en què es troben alguns carrers.
Aquest independentisme queda marcat en el partit polític L'Estartit Som Tots (L'EST), antigament anomenat L'Estartit Independent (LEI). Aquest partit defensa l'independentisme estartidenc als plens municipals. En les eleccions municipals del 2011 L'EST va aconseguir 3 escons, guanyant-ne 1 més respecte a les eleccions del 2007, en què encara es presentava el partit LEI i hi va aconseguir 2 escons.

## Entitat municipal descentralitzada
L'Entitat Municipal Descentralitzada (EMD) de l'Estartit es va constituir el 22 de juliol de 2014 per acord del Consell Executiu de la Generalitat de Catalunya, substituint el Consell Municipal, creat el 2002. Aquesta creació va ser fruit d'un procés iniciat al 2002 amb un acord entre les forces polítiques locals. La constitució formal de l'EMD es va produir el 7 de febrer de 2015, amb l'elecció de Sílvia Comas com a presidenta, i el 13 de juny de 2015 va tenir lloc la sessió oficial després de les eleccions municipals.